# 统一镇
统一镇是中华人民共和国辽宁省盘锦市双台子区下辖的一个镇。

## 行政区划
统一镇下辖以下村级行政区划单位：
后腰村、前腰村、统一村、东地村、光正台村、良种场一分场和良种场二分场。